# القائم (صاروخ)
وهو صاروخ موجه نصف ثقيل تصنعه إيران ، وهو قادر على تدمير أهداف جوية منخفضة السرعة ومنخفضة الارتفاع ، وخاصة طائرات الهليكوبتر الهجومية المزودة بأسطح مقاومة للدروع.  تم تشغيل خط إنتاج هذا الصاروخ بحضور سردار أحمد وحيدي خلال عقد الفجر عام 2008.

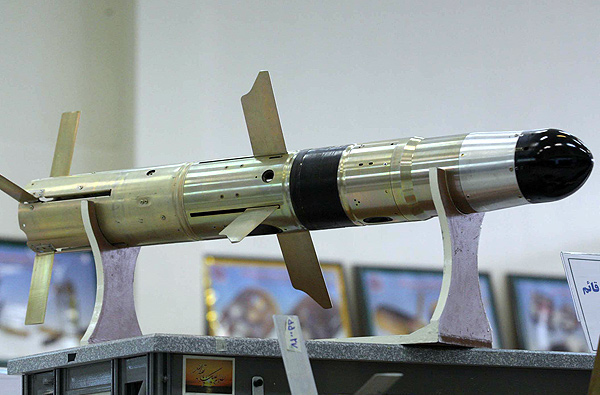
صاروخ قائم الموجه والمضاد للأهداف الجوية

## المواصفات الفنية
يبدو أن هذا السلاح تم تصميمه وبناؤه على أساس صواريخ Storm المضادة للدروع ، والتي هي نفسها مشتقة من صواريخ Tau المضادة للدبابات .   يمكن إطلاق هذا النوع من الصواريخ من السطح وكذلك من طائرة هليكوبتر. يتمتع هذا الصاروخ المضاد للدروع بالقدرة على تدمير الأهداف بسرعة منخفضة وعلى ارتفاع منخفض. ولم يتم نشر أي معلومات عن المواصفات الفنية لهذا الصاروخ ، لكن وفقًا للصور المنشورة ومظهره المادي ، يبلغ طوله ما يقرب من 120 سم ، ووزنه من 18 إلى 20 كجم ، وقطره يقارب 150 سم. نظرًا لأن مدى صاروخ Storm يبلغ 3850 كيلومترًا ، فمن المحتمل أن يكون لهذا الصاروخ نفس المدى.
الصاروخ الموجه المضاد للطائرات الهليكوبتر لديه القدرة على الاسترشاد بأشعة الليزر ومقاوم للحرب الإلكترونية ويسبب أعطالًا من جانب العدو. 

## تاريخ
تم تشغيل خط إنتاج هذا الصاروخ بحضور سردار أحمد وحيدي خلال عقد الفجر عام 2008.  يتم إنتاج هذه الصواريخ بكميات كبيرة من قبل جمهورية إيران الإسلامية.